# Окулич-Казарина, Лидия Владиславовна
Лидия Владиславовна Окулич-Казарина (1896—1959) — советский учёный в области селекции животноводства, являлась одной из авторов выведения новой породы пуховых коз «горно-алтайская». Лауреат Государственной премии Российской Федерации (1997 «посмертно»).

## Биография
Родилась 1 марта 1896 года в станице Имантавской, Кокчетавского уезда Акмолинской губернии в семье учителей.
С 1904 по 1910 год обучалась в Котуркульском начальном сельском училище. С 1910 по 1918 год проходила обучение в Омском епархиальном училище и одновременно с 1914 по 1920 год на педагогической работе в этом училище в качестве преподавателя и классной наставницы. С 1920 по 1923 год находилась в Китае и после возвращения в СССР работала в финансовой службе 73-го кавалерийского полка 13-й Сибирской кавалерийской дивизии и бухгалтером в Акмолинском уездном земельном управлении.
С 1923 по 1928 год обучалась на зоотехническом факультете в Омском сельскохозяйственном институте. В 1934 году училась при зоотехнической опытной станции Аскания-Нового заповедника у академика М. Ф. Иванова. 
С 1924 по 1928 год Л. В. Окулич-Казарина работала в Омском окружном земельном управлении в качестве овцевода-коневода. С 1930 по 1935 год на практической работе в Западно-Сибирском краевом земельном управлении в качестве главного овцевода. С 1935 по 1937 год на практической работе в Главном управлении колхозно-животноводческих товарных ферм в качестве овцевода отдела животноводства. С 1937 по 1941 год на научно-исследовательской работе в Ойротской опытной зональной станции животноводства в качестве научного работника по овцеводству и козоводству. В 1941 году была арестована органами НКВД РСФСР и в 1942 году была осуждена на три года по статье 109 УК РСФСР (злоупотребление служебным положением в корыстных целях). 23 декабря 1942 года в связи с отбытием срока наказания она была освобождена из под стражи.
С 1942 года в период Великой Отечественной войны на педагогической работе в Кызыл-Озекской начальной школе и Горно-Алтайской областной колхозной школе в качестве преподавателя животноводства. С 1944 по 1959 год на научно-исследовательской работе в Горно-Алтайской сельскохозяйственной опытной станции в качестве научного сотрудника по овцеводству и козоводству, занимаясь исследованиями в области облагораживания местных коз методом межпородного скрещивания и разведением придоно-горно-алтайских помесей, в результате чего была выведена новая порода пуховых коз «горно-алтайская».

### Научно-педагогическая деятельность и вклад в науку
Основная научно-педагогическая деятельность Л. В. Окулич-Казариной была связана с вопросами в области сельского хозяйства и селекции животноводства. Под её руководством было начато скрещивание местных малопродуктивных животных с привозными козлами ангорской, придонской и оренбургской пород и выделение  нескольких типов, занималась так же созданием пухового и шерстного типа пород козьих отар, занималась качественным улучшением овец, в результате чего была выделена самостоятельная порода под названием «теленгитской». В 1940 и в 1954 годах Л. В. Окулич-Казарина являлась участницей ВДНХ СССР, где была удостоена золотых медалей выставки. 
Л. В. Окулич-Казарина являлась автором более пятидесяти научных трудов, в том числе таких как: «Опыт разведения пуховых и шерстных коз в колхозах Горно-Алтайской автономной области» (1951), «Пуховое козоводство Горного Алтая» и «Новая породная группа овец высокогорного колхоза» (1956). Л. В. Окулич-Казарина являлась одной из авторов выведения новой породы пуховых коз «горно-алтайская». В 1997 году «За выведение и совершенствование горно-алтайской породы пуховых коз» Л. В. Окулич-Казарина «посмертно» была удостоена Государственной премии Российской Федерации.

## Основные труды
- Опыт разведения пуховых и шерстных коз в колхозах Горно-Алтайской Автономной Области. - Горно-Алтайск : Горно-Алт. обл. нац. изд-во, 1951. — 56 с.
- Новая породная группа овец высокогорного колхоза. - Горно-Алтайск : Кн. изд-во, 1956. — 21 с.
- Зимне-пастбищное содержание овец в Горном Алтае / Л. В. Окулич-Казарина. - Горно-Алтайск : Кн. изд-во, 1956. — 24 с[4]

## Награды
- Государственная премия Российской Федерации (1997 (посмертно) — «За выведение и совершенствование горно-алтайской породы пуховых коз»)[3]
- две золотые медали ВДНХ СССР

## Память
- Именем Л. В. Окулич-Казариной были названы улицы в селе Кызыл-Озек Майминского района и села Мухор-Тархата Кош-Агачского района Горно-Алтайской области (ныне Республика Алтай)[5]